# Monteriggioni
Monteriggioni is een plaats in de Italiaanse regio Toscane, in de provincie Siena, zo'n 15 kilometer ten noordwesten van Siena.

## Vesting
Monteriggioni behoort tot de best bewaarde middeleeuwse vestingplaatsen van Italië. Het werd gesticht op last van podestà Guelfo da Porcari van Siena in 1213 als bescherming tegen Florence. De vesting was bedoeld om de oude Via Francigena te beheersen, de centrale weg van West-Europa naar Rome, die sinds de middeleeuwen als pelgrimsroute geldt. De Via Francigena meed het moerassige laagland waar de rivier de Elsa vaak overstroomde. Tot aan de twaalfde eeuw was de strategische, lucratieve weg in handen geweest van allerlei kleine adellijke families, maar daarna trachtten de steden, zoals Florence, Siena, San Gimignano en Poggibonsi de Via Francigena meer en meer te beheersen om het vrije handelsverkeer te bevorderen. Het gebied werd het toneel van de voortdurende gewapende concurrentie tussen Florence en Siena, waar de kleinere steden onderschikt aan waren geworden.

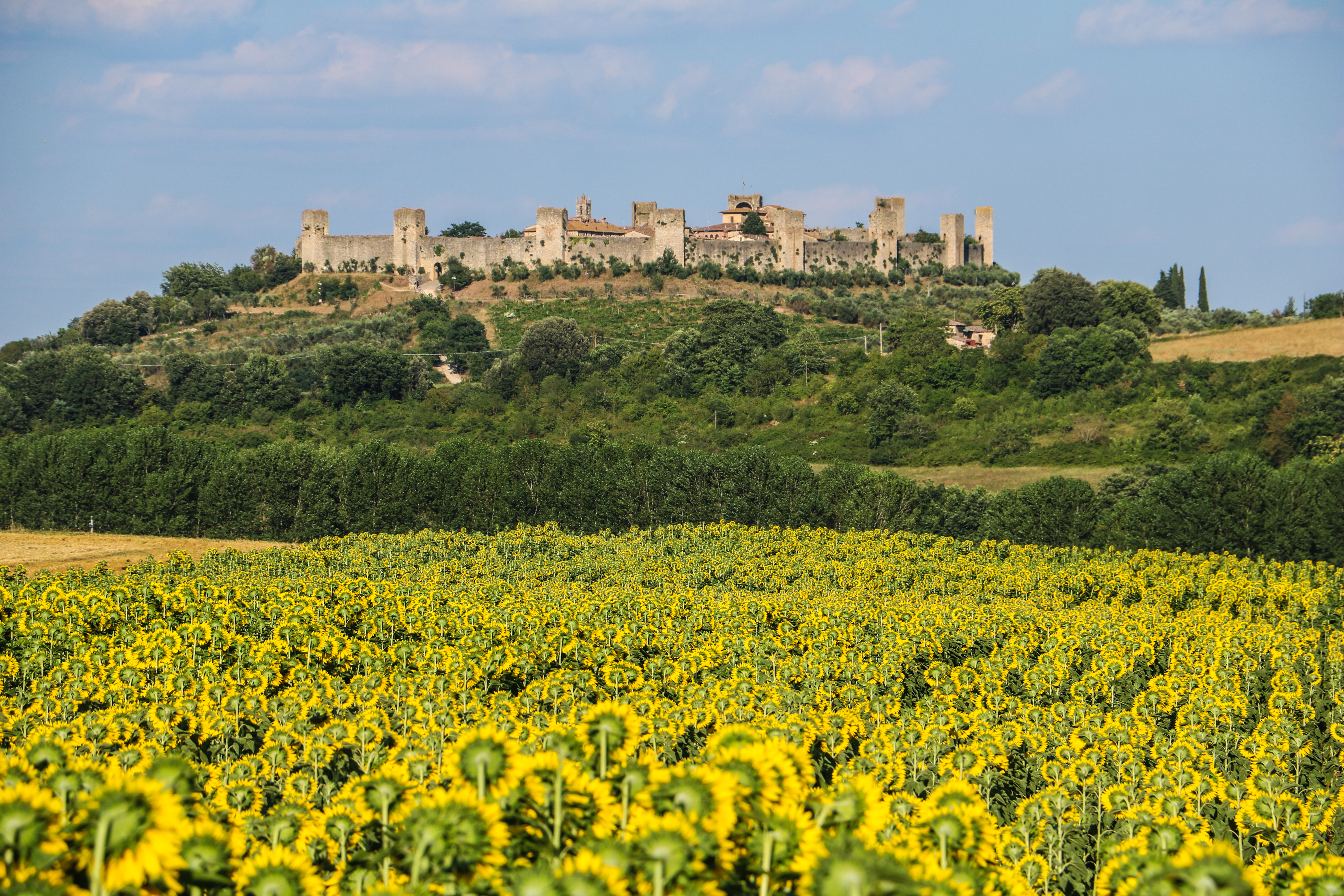
Monteriggioni in 2018

De stichtingsdatum van de vesting Monteriggioni is bekend: de stichtingsakte is gedateerd op 2 maart 1213. De bouw van de gehele vesting, op de heuvel Monte Ala, duurde maar kort, van 1214-1219. De burcht is geheel omringd met een stenen muur van 570 meter lang, die de natuurlijke vorm van de heuveltop volgt. Er zijn veertien wachttorens in gebouwd en twee stadspoorten, de Porta Fiorentina naar het noorden en de Porta Romana naar het zuiden. Om de muur lag een droge gracht die in geval van belegering gevuld kon worden met hout en kolen om in brand te steken; een met water gevulde gracht is op deze plaats onmogelijk. In de zestiende eeuw werden de torens verlaagd en de muren met aarde beschermd tegen de vuurkracht van de kanonnen.
In de middeleeuwen werd Monteriggioni enkele malen belegerd, maar pas in 1554 viel de vesting door verraad in handen van de vijand, de keizerlijke troepen van keizer Karel V, waarna ook Siena viel. Monteriggioni kwam in handen van de Medici, die de vesting en de omgeving verkochten aan adellijke families. Pogingen van het moderne Siena om de gemeente Monteriggioni te annexeren, mislukten. Het gebied is sinds 1720 voor een groot deel in bezit van de familie Griccioli, die er wijn produceert, Terre della Grigia-chianti.
Aan het eind van de dertiende eeuw werd er in travertijn een eenvoudige kerk gebouwd in romaanse stijl, de Chiesa di Santa Maria. Nadat Monteriggioni zijn betekenis als vesting had verloren trad het verval in. De stenen van de muren en de torens werden gebruikt voor andere bouwwerken. Maar tijdens de overheersing door Mussolini werd een grootscheepse restauratie op touw gezet, waarbij de afgebroken torens weer opnieuw werden opgebouwd en de burcht zijn huidige aanblik kreeg.

## Monteriggioni in de cultuur
- Monteriggioni wordt enkele malen genoemd in De goddelijke komedie van Dante.
- Ook wordt de burcht als decor gebruikt in onder meer de films Prince of Foxes van Orson Welles, Stealing Beauty van Bernardo Bertolucci en in The English Patient van Anthony Minghella.
- Enkele commercials zijn er opgenomen, onder andere voor de Citroën Xsara met Claudia Schiffer en voor de in 1472 gestichte Sienese bank Monte dei Paschi di Siena met Luciano Pavarotti.
- In de computerspellen Assassin's Creed II en zijn opvolgers, Assassin's Creed: Brotherhood en Assassin's Creed: Revelations, speelt Monteriggioni een prominente rol, en is het bijna in zijn geheel nagebouwd.
- Ook Stronghold Deluxe, een spin-off uit 2005 van het computerspel Stronghold, gebruikt het als decor.